# فاليري بويينوف
فاليري بويينوف (بالبلغارية:Валери Божинов) (مواليد 15 فبراير 1986 في لياسكوفيتس - بلغاريا) لاعب كرة قدم بلغاري يلعب حاليا لصالح نادي الدرجة الأولى بارما الإيطالي منذ عام 2009 في مركز المهاجم، كما يجيد اللعب في مركز الجناح الأيمن. شارك مع منتخب بلاده لكرة القدم في 11 مباراة دولية سجل فيها هدفين اثنين.

## روابط خارجية
- فاليري بويينوف على موقع الاتحاد الدولي (مؤرشف)  (الإنجليزية)
- فاليري بويينوف على موقع الاتحاد الأوربي (الإنجليزية)
- فاليري بويينوف على موقع قاعدة بيانات كرة القدم.إي يو (الإنجليزية)
- فاليري بويينوف على موقع ناشيونال فوتبول تيمز (الإنجليزية)
- فاليري بويينوف على موقع Soccerbase.com (لاعب) (الإنجليزية)
- فاليري بويينوف على موقع Soccerway.com (الإنجليزية)
- فاليري بويينوف على موقع عالم كرة القدم.نت (الإنجليزية)
- فاليري بويينوف على موقع كووورة
- فاليري بويينوف على موقع AS.com (الإسبانية)